# Two-tone
Two-tone o 2 tone és un gènere de música popular de principis dels anys 1980 que fusionà la música tradicional ska jamaicana amb elements del punk rock i la música new wave anglesa. El seu nom deriva de 2 Tone Records, un segell discogràfic fundat el 1979 per Jerry Dammers de The Specials, i fa referència al desig de transcendir i defugir les tensions racials al Regne Unit del govern de Margaret Thatcher. Molts grups de two-tone, com The Specials, The Selecter i The Beat, van incloure persones negres, blanques i multiracials en les seves formacions.
Originari a la ciutat de Coventry a finals dels anys 1970, va formar part de la segona onada de música ska, després de la primera onada de ska que es va desenvolupar a Jamaica a la dècada de 1950 i 1960. Tot i que la popularitat comercial de two-tone es va limitar en gran part a Anglaterra, va influir en la tercera onada de l'ska i de l'ska punk que es va desenvolupar arreu del món a finals dels 1980 i 1990.

## Història
El so two-tone es va originar entre els joves músics de Coventry que van créixer escoltant música jamaicana dels anys 1960, en saber combinar influències de l'ska, el reggae i el rocksteady amb elements del punk rock i la new wave. Les bandes considerades part del gènere són The Specials, The Selecter, Madness, The Beat, Bad Manners, The Bodysnatchers i Akrylykz.
El teclista de The Specials, Jerry Dammers, va encunyar el terme «two-tone». Dammers, amb l'ajuda d'Horace Panter i del dissenyador gràfic John «Teflon» Sims, van crear l'icònic logotip de Walt Jabsco (un home amb vestit negre, camisa blanca, corbata negra, barret pork pie, mitjons blancs i sabates negres) per a representar el gènere two-tone («dos tons»). El logotip es basava en la portada d'un àlbum de Peter Tosh.
La majoria de les bandes que formen part del gènere two-tone van signar en algun moment amb 2 Tone Records (1979–1985). Altres discogràfiques associades al so two-tone van ser Stiff Records i Go Feet Records. La música fou especialment popular entre els skinheads, els rude boys i els mods revival.

### Museu
L'1 d'octubre de 2010, el museu 2-Tone Central es va obrir a la Universitat de Coventry i, a l'agost de 2011, es va traslladar a l'àrea de Stoke Heath. Inclou un espai expositiu i el Coventry Music Wall.